# Tomáš Zdechovský
Tomáš Zdechovský (Havlíčkův Brod, 2 november 1979 ) is een Tsjechische politicus, manager, dichter, publicist en christelijke schrijver.

## Politieke activiteit
Zdechovský is sinds 2014 lid van het Europees Parlement. In het Europees Parlement was hij van 2014 tot 2019 lid van de Commissie begrotingscontrole (CON), Commissie burgerlijke vrijheden, justitie en binnenlandse zaken (LIB) en Delegatie voor de betrekkingen met de Volksrepubliek China (D-CN).
Hij werd herkozen in 2019 en hij is een lid van de Commissie begrotingscontrole (CONT) en Commissie werkgelegenheid en sociale zaken (EMPL).
Sinds januari 2020 is hij vice-voorzitter van KDU-ČSL.

## Biografie
Zdechovský werkt samen met Tsjechische christelijke online tijdschrift Christnet.cz. Van 2004 tot 2005 was hij directeur van het webzine. In 2004 richtte hij PR-bureau Commservis.com op. Zdechovský leidde het bedrijf tot zijn verkiezing in 2014.

## Dichter en schrijver
Inmiddels heeft hij drie dichtbundels gepubliceerd: De eerste is "De tuin van mijn geliefde" (2008, vertaald uit het Hebreeuws. Andere gedichten zijn ook vertaald in het Engels, Duits, Italiaans, Frans, Russisch en Oekraïens), "Vergeef mijn lippen ..." (2009), "Intieme aanrakingen" (2010) en "Druppel" (2016).
In 2013 publiceerde hij zijn eerste roman "Eindeloze stilte" (Tsjechisch: "Nekonečné ticho"), deze gaat over een liefdesrelatie tussen
een jonge man met een oudere vrouw.
- International Standard Name Identifier: 0000 0000 5634 1446
- Nationale Bibliotheek van Tsjechië: jo2007376664
- Virtual International Authority File: 84189987